# Noord-Kaukasisch emiraat
Het Noord-Kaukasisch emiraat (Tsjetsjeens: Къилбаседа Кавказан Имарат, Russisch: Северо-Кавказский эмират Severo-Kavkazski emirat) was een voornamelijk Avaarse en Tsjetsjeense islamitische staat die tijdens de Russische Burgeroorlog van september 1919 tot maart 1920 bestond op het grondgebied van Tsjetsjenië en West-Dagestan. De tijdelijke hoofdstad was het dorp Vedeno en haar leider, Oezoen Chadzji Saltinski droeg de titel imam en emir van het Noord-Kaukasisch emiraat.
Halverwege 1918 kwamen soldaten van het vrijwillige leger van de Russische Witten onder generaal Anton Denikin in gevecht met de volkeren van de Noordelijke Kaukasus. Met een klein aantal troepen nam Oezoen Chadzji het dorp Vedeno in en verklaarde Denikin de oorlog.
In september 1919 kondigde Oezoen Chadzji de oprichting aan van het Noord-Kaukasisch emiraat, als een onafhankelijke monarchie onder de bescherming van de Ottomaanse sultan Mehmet VI. Banden werden gelegd met Kabardische en Ossetische opstandelingen en de Democratische Republiek Georgië, die de autoriteit van het emiraat erkenden. Ze slaagden er echter niet in om de troepen van het Witte leger uit het grondgebied van het emiraat te verdrijven en werden afhankelijk van Bolsjewistisch Rusland voor hulp.
Tegen januari 1920 was de militaire en economische situatie in het emiraat  verslechterd, en Oezoen Chadzji stemde in met de toetreding van het emiraat in de Russische SFSR. Hij stierf kort hierop, maar de toetreding leidde tot de oprichting van de Sovjetrepubliek der Bergvolkeren.